# Courtenay-ház

A Courtenay-ház címere

A Courtenay-ház befolyásos nemesi család volt a középkori Franciaországban. A család eredetileg Courtenay kastélyából származott, innen kapta nevét a dinasztia. 

## Története
A család alapítója a 10. században élt Athon, Courtenay első ura, aki feltehetően a sensi grófok és Pharamond leszármazottja. Athon kihasználta a Burgundi Hercegségben dúló örökösödési háborút, amely Ottó-Vilmos burgund herceg és II. Róbert francia király között dúlt és megszerezte magának a Courtnenay kastély körüli földeket.
A 12. századtól a család két ágra oszlott, akik közül az egyik továbbra is Courtenay kastélyát uralta, de 1150-ben Renaud de Courtenay halálával kihalt. A kastélyt Peter, VI. Lajos francia király fia örökölte, aki korábban feleségül vette Erzsébetet és megalapították a Capeting-házat. A családnak ez az ága, szintén házasság révén, megszerezte Namur grófságát és a Konstantinápolyi Latin Császárságot. Az ág utolsó férfi tagja, II. Balduin az utolsó latin császár volt, 1273-ban Itáliában halt meg. Unokája, Catherine de Courtenay 1300-ban Valois Károlyhoz, III. Fülöp francia király fiához és ezzel a francia koronára szálltak a Courtenay-család birtokai.
A család másik, fiatalabbik ágának tagjai részt vettek az egymást követő keresztes hadjáratokban és végül megszerezték Edessa grófságát (a keresztes lovagok által a Szentföldön alapított egyik állam). Ez az ág az 1200-as években halt ki.
A 12. század közepén a család néhány tagja a normannok uralta Angliában telepedett le, megszerezték Okehampton bárói címét és örökölték Devon grófságát (1293-ban) a de Redvers családtól (ld. Balduin de Redvers). A címet Hugh de Courtenay kapta meg. A család mai feje Hugh Courtenay Devon grófja.

## Egyéb címek
IV. Lajos révén a Courtenay-család bizonyos mértékben rokonságban állt a francia királyokkal. A 17. században az addigra elszegényedett Courtenay-család tagja a vérrokonság miatt hercegi címet (princes du sang) követeltek maguknak, amit korábban csak a szűk királyi család tagjainak tartottak fenn. A cím meglehetősen nagy presztízzsel járt, hiszen birtokosai részt vehettek a királyi tanács ülésein és a párizsi nemzetgyűlésben is.
Azonban a Courtenay-ok követeléseit sorban három király, IV. Henrik, XIII. Lajos és XIV. Lajos is elutasította. A Bourbon-uralkodók a francia királyi családot csak IX. Lajos közvetlen leszármazottaira terjesztették ki és ezzel kizárták a Capeting-házhoz kötődő Courtenay-okat a családból.
A család legifjabb ágának utolsó férfi tagja 1733-ban halt meg (öngyilkosságot követett el) és az utolsó élő családtag, Hélène de Courtenay 1768. június 29-én halt meg. Hélène férje Louis-Bénigne de Bauffremont (1684-1755), Bauffremont márkija volt, leszármazottaik a mai napig a Bauffremont-Courtenay címet viselik (ld. például Jacques de Bauffremont-Courtenay )

## Családfa
- Athon (Hutton)
  - I. Joscelin(wd), feleségei 1. Hilegarde de Gatinais (III. Anjou Geoffrey lánya, 2. Elizabeth de Montlhéry - I. Guy de Montlhéry lánya)
    - Hodierna, férje II. Godfrey, Joigny grófja
    - Miles Courtenay, felesége Neversi Ermengarde
      - Vilmos († 1146 után)
      - Joscelin
      - Renaud († 1189/90), felesége Helene de Donjon
        - Robert of Okehampton, felesége Mary de Redvers, William de Redvers lánya
          - János († 3. Mai 1274)
            - Hugó († 28. Februar 1292)
              - Hugó († 23. Dezember 1340), Devon 9. grófja
                - (Devon grófja(wd))

        - Erzsébet, férje Peter de Courtenay, VI. Lajos francia király fia
          - (a Capeting-ág megalapítása)

    - I. Joscelin edesszai gróf, feleségei 1. Beatrice (I. Konstantin örmény uralkodó lánya), 2. Maria de Salerno (Roger de Salerno nővére)
      - Joscelin
        - Joscelin, felesége Alice de Milly
          - Beatrice(† 1245 után), 2. férje Otho de Hennebourg(wd)
          - Ágnes († 1200 után), férje William de La Mandelie

        - Ágnes, férjei 1. Reginald de Marash, 2. Amalrik jeruzsálemi király, 3. Ibelin Hugó, 4. Reginald de Sidon
        - Isabella de Courtenay, férje II. Torosz kilikiai örmény úr

    - Geoffrey Chapalu (⚔ 1137)

## Fordítás
- Ez a szócikk részben vagy egészben  a   House of Courtenay című angol Wikipédia-szócikk fordításán alapul.  Az eredeti cikk szerkesztőit annak laptörténete sorolja fel. Ez a jelzés csupán a megfogalmazás eredetét és a szerzői jogokat jelzi, nem szolgál a cikkben szereplő információk forrásmegjelöléseként.